# صاغرمار آمریکایی
صاغرمار آمریکایی (نام علمی: Heterodon platirhinos) نام یک گونه از خانواده قمچه‌ماران است.